# Soter
Soter, papa od oko 167. do oko 175.

## Životopis
Prema zbirci Liber pontificalis rodio se u Fondiju, blizu Rima, u obitelji grčkog podrijetla. Nakon izbora za papu, jedan od prvih poteza bila mu je odredba o skupljanju novca za potrebe Crkve u Korintu. Pismo što ga je tom prilikom, u ime rimske Crkve, poslao korintskoj izgubljeno je, premda su ga neki stručnjaci pokušali identificirati s takozvanom "Drugom Klementovom poslanicom" (u starini je autorstvo krivo pripisivano papi Klementu I.). S druge strane, sačuvano je pismo kojim korintski biskup Dionizije zahvaljuje rimskoj Crkvi.
U razdoblju Soterova pontifikata još su se snažnije širile ideje montanističkog krivovjerja, koje su zbog svojih antisocijalnih manifestacija možda dovele i do progona kršćana u doba cara Marka Aurelija. Među Soterovim odlukama spominje se i odredba prema kojoj je ženidba valjana samo ako je blagoslovi svećenik, te ponovno osnaženje uredbe po kojoj je ženama zabranjeno dodirivati kalež i patenu, te paliti tamjan za liturgijskih slavlja.
Međutim, na određeni način je uveo mogućnost djelovanja žena u crkvi pod uvjetom da su bile "čiste" i da su pomagale svećenicima. U tome je zapravo korijen nastanka budućih redova časnih sestara. U nekim izvorima se spominje da su žene svoju časnost morale dokazivati spavajući sa svećenicima, ali bez fizičkog odnosa, no da se ovo posljednje često nije poštovalo. Čini se, prema nekim izvješćima, da je upravo Soter uveo godišnje slavlje Uskrsa u Rimu. Pokopan je na Kalistovu groblju u Rimu, iako jedna druga predaja drži da je pokopan blizu bazilike sv. Petra. U doba pape Sergija II. njegovi su ostaci prenijeti u crkvu sv. Silvestra, a odande u crkvu sv. Siksta. Postoji i tradicija prema kojoj je dio njegovih ostataka pokopan u katedrali u Toledu. Rimski martirologij ubraja ga među mučenike, no nema dokaza da se ono doista i dogodilo:
Spomendan mu je 22. travnja, zajedno sa sv. Kajom.